# 毛賀站

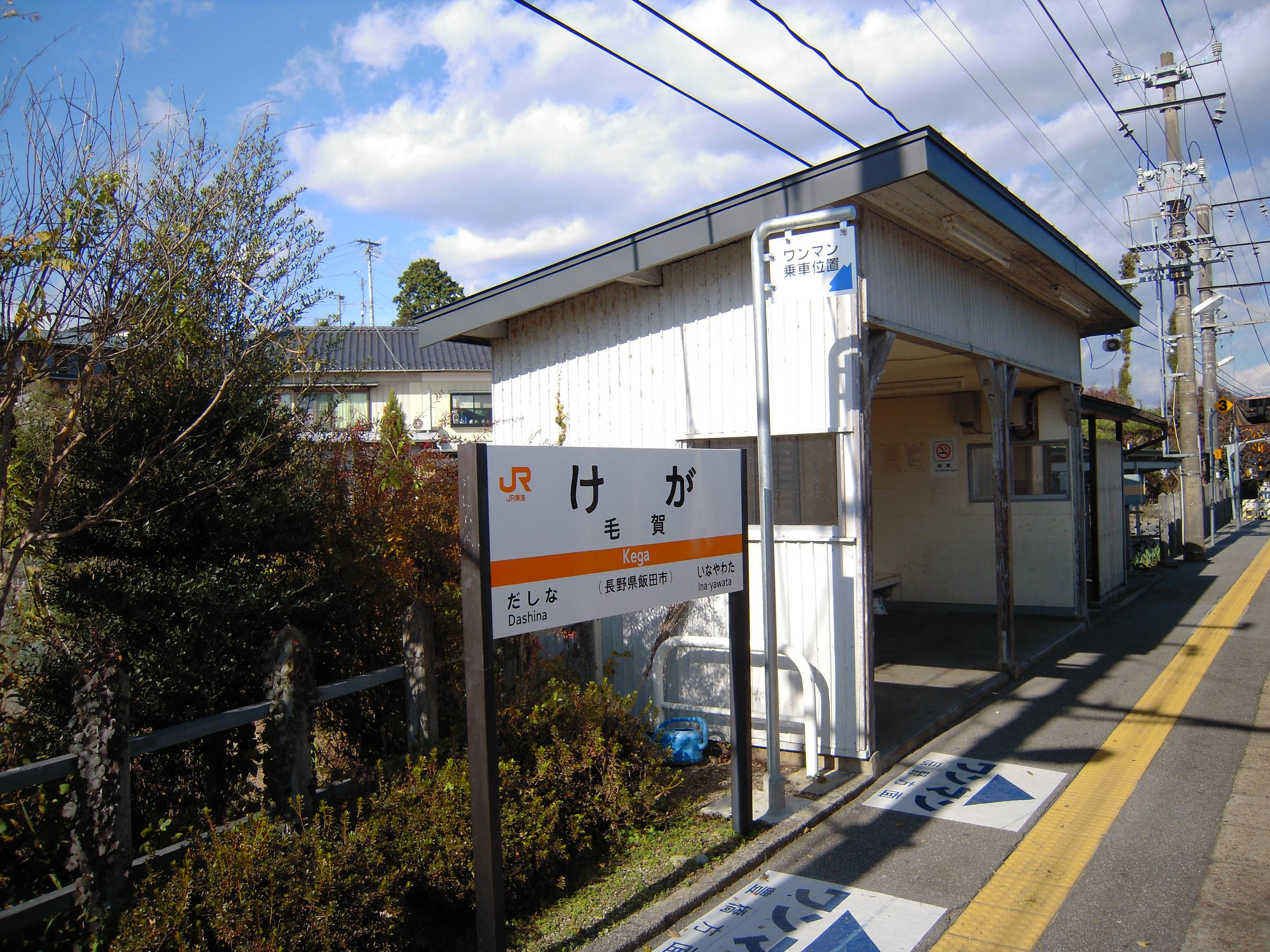
月台（2009年11月）

毛賀站（日语：／ Kega eki */?）是位於長野縣飯田市毛賀，屬於東海旅客鐵道（JR東海）的飯田線車站。

## 歷史
- 1927年（昭和2年）
  - 2月5日 - 伊那電氣鐵道（日语：伊那電気鉄道）伊那八幡站至毛賀終點臨時停留場之間開通，毛賀終點臨時停留場啟用[1]。
  - 4月8日 - 伊那電氣鐵道毛賀終點臨時停留場至駄科站之間開通。毛賀站啟用[1]（為旅客車站）。同時毛賀終點臨時停留場廢止。
- 1943年（昭和18年）8月1日 - 伊那電氣鐵道線被國有化，成為飯田線的一部分[2]。
  - 當時，此站只可來往東海道本線濱松至名古屋之間各站，飯田線各站和中央本線上諏訪至鹽尻之間各站和松本站的乘客使用。
- 1954年（昭和29年）12月1日 - 東京都區內各站和長野站的乘客也可使用此站。
- 1971年（昭和46年）
  - 4月1日 - 廢除旅客車站的限制。
  - 12月1日 - 結束業務委託，成為無人車站。
- 1987年（昭和62年）4月1日 - 伴隨國鐵分割民營化，車站由東海旅客鐵道（JR東海）營運。

## 車站構造
本站是地面車站，設有1面1線單式月台。此站是由飯田站管理的無人車站，站內沒有設置站房，僅在月台上設有候車室。

## 使用狀況
根據「飯田市統計書」，以下為1日平均乘車人次列表：
| 年度 | 1日平均 乘車人次 |
| ---- | ---------------- |
| 2003 | 144              |
| 2004 | 150              |
| 2005 | 142              |
| 2006 | 125              |
| 2007 | 131              |
| 2008 | 134              |
| 2009 | 117              |
| 2010 | 114              |
| 2011 | 111              |
| 2012 | 109              |
| 2013 | 103              |
| 2014 | 85               |
| 2015 | 95               |
| 2016 | 99               |
| 2017 | 100              |

## 車站周邊
- 飯田市立綠丘中學（日语：飯田市立緑ヶ丘中学校）
- 國道151號（日语：国道151号）
- 旭松食品（日语：旭松食品） 飯田工場

### 巴士路線
「綠丘中學入口」巴士站
- 飯田市民巴士（日语：飯田市民バス）（千代線）

## 相鄰車站
東海旅客鐵道（JR東海）
 飯田線
駄科－毛賀－伊那八幡

## 注腳
1. 1 2 3 4 5 6 7 8 9 10 11 12 13  信濃毎日新聞社出版部. . 信濃毎日新聞社. 2011-07-24: 218. ISBN 9784784071647.
2. ↑  「鉄道省告示第204号」『官報』1943年7月26日（國立國會圖書館數碼化收藏）